# 17748 Uedashoji
17748 Uedashoji este un asteroid din centura principală de asteroizi.

## Descriere
17748 Uedashoji este un asteroid din centura principală de asteroizi. A fost descoperit pe 1 februarie 1998 la Saji de Observatorul din Saji. El prezintă o orbită caracterizată de o semiaxă mare de 2,36 ua, o excentricitate de 0,21 și o înclinație de 3,8° în raport cu ecliptica.